# Internetová horečka
Internetová horečka, známá také jako internetová bublina (anglicky dot-com bubble), je označení pro období od roku 1996 do roku 2001, kdy masivně vzrostlo používání internetu. V tomto období docházelo k rozmachu internetových firem a k jejich následnému propadu. Internetová horečka zasáhla hlavně USA a další západní země.
Index akciového trhu Nasdaq, pod který spadalo mnoho internetových společností, dosáhl maximální hodnoty 10. března 2000, než se zhroutil. Došlo k prasknutí bubliny. Během tohoto propadu mnoho online nákupních a komunikačních společností selhalo a ukončilo svoji činnost. Například společnosti jako Pets.com, Webvan a Boo.com, Worldcom, NorthPoint Communications a Global Crossing. Jiným společnostem sice rapidně klesly akcie a ztratily velkou část své tržní kapitalizace, ale přežily. Mezi tyto společnosti patří například Cisco a Qualcomm. Další společnosti, jako eBay a Amazon.com, ztratily hodnotu, ale rychle se zotavily.

## Název
Ve Spojených státech používaly internetové firmy většinou doménu nejvyššího řádu .com a podle ní se nazývaly dot-com (česky „tečka kom“). „Internetová horečka“ se anglicky jmenuje dot-com-bubble (česky „tečka kom bublina“). V češtině se však nikdy podobný výraz ve stylu „horečka tečka com“ ani „horečka tečka cz“ nevžil a běžně se používá pouze termín internetová horečka v podobném významu, jako zlatokopové prožívali zlatou horečku – i ta přes svůj bouřlivý průběh přinesla bohatství jen několika málo šťastným.

## Úvod do internetové horečky (Dot-com bubble)
V roce 1993 umožnilo uvolnění webového prohlížeče Mosaic přístup k World Wide Webu (předchozí internetové služby jako Usenet, Gopher a FTP existovaly, ale HTTP byl nový vynález, který spustil tento růst). Používání internetu se zvýšilo díky redukci „digitální propasti“, pokroku v připojení, používání internetu a počítačovém vzdělávání. Mezi lety 1990 a 1997 se procento domácností ve Spojených státech, které vlastní počítače, zvýšilo z 15 % na 35 %, protože vlastnictví počítačů přestávalo představovat luxus, ale nezbytnost. To znamenalo posun k „digitálnímu věku“, ekonomice založené na informačních technologiích. Díky tomu také vznikalo mnoho nových společností.
Zároveň relativně nižší úrokové sazby zvýšily dostupnost kapitálu. Pokud to srovnáme se sedmdesátými a osmdesátými léty, kdy záchvaty extrémní inflace vedly k historicky vysokým úrokovým sazbám k omezení / snížení vysoké inflace. Zákon o úlevě daňového poplatníka z roku 1997, který snížil horní mezní daň z kapitálových výnosů ve Spojených státech, také přiměl lidi k větší ochotě více investovat. Zákon o telekomunikacích z roku 1996 měl podle očekávání vyústit v mnoho nových technologií, z nichž mnoho lidí chtělo profitovat. Nízké úrokové míry v letech 1998–1999 ještě více napomohly zvýšit množství počátečního kapitálu společností. Bylo levné peníze si vypůjčit, nevyplatilo se spořit na bankovním účtu. Proto mohly být volné finanční prostředky investovány i do rizikovějších projektů a sloužit k obchodování na burze.
Netscape Communications Corporation učinila na Nasdaq 9. srpna 1995 počáteční veřejnou nabídku (IPO) a byla mimořádně úspěšná – akcie se uzavřely na 58,25 USD, což společnosti přineslo hodnotu 2,9 miliardy USD. O několik měsíců později, v roce 1996, se Yahoo! stal jednou z nejúspěšnějších IPO společností Nasdaq. Téhož měsíce byly také zveřejněny internetové společnosti Lycos a Excite. To vše vyvolalo velký zájem o investice do internetových společností.

## Vznik internetové bubliny (Dot-com bubble)
Výsledkem těchto faktorů bylo to, že mnozí investoři neváhali investovat bez hlubšího zvážení, do jakékoliv „dot-com“ společnosti, zejména, pokud byl její název spojen s internetem (např. končil příponou „.com“). Rizikový kapitál bylo velmi lehké navýšit. Investiční banky dále podporovaly spekulace a také investice do technologií. Kombinací rychle rostoucích cen akcií v kvartérním ekonomickém sektoru a důvěry v budoucí zisk dot-com společností se vytvořilo prostředí, ve kterém investoři často přehlíželi tradiční parametry pro investice a vkládali důvěru především v budoucí technologický vývoj, což mělo za následek vznik bubliny na akciovém trhu.
Během „internetového boomu“ bylo uskutečněno nebývalé množství osobních investic. Běžné byly příběhy lidí, kteří opouštěli své pracovní pozice, aby se naplno zapojili do každodenního obchodování s akciemi. Média těžila především ze zájmu veřejnosti o investování do akciového trhu.
Na vrcholu tohoto „internetového boomu“ bylo možné pro slibné dot-com společnosti, aby se staly „veřejnými“ společnostmi prostřednictvím IPO (Initial Public Offering = první veřejná nabídka akcií). To společnostem umožňovalo vybrat značné množství peněz i přesto, že nikdy nemusely generovat žádný reálný zisk, což mělo za následek, že jejich zaměstnanci, kteří obdrželi takovéto akcie, se z ničeho nic stávali „milionáři na papíře“. I když často měli zaměstnanci po určitou dobu zakázáno tyto akcie dále přeprodávat.

### Výdaje „dot-com“ společností
Mnoho dot-com společností utrpělo velké provozní ztráty kvůli vysokým výdajům na reklamu a propagaci, aby využily síťového efektu k vybudování podílu na trhu a aby se dostaly do povědomí, jak rychle to jen bylo možné. Využívaly během toho hesla jako „rychle vyrůst“ a „zvětšit se nebo ztratit“. Tyto společnosti nabízely své služby a produkty zadarmo či se slevou s velkým očekáváním, že se jim tím podaří dostat jejich značku do povědomí s vidinou toho, že si v budoucnu budou moci dovolit účtovat za své služby ziskové ceny. V lednu roku 2000 během XXXIV Super Bowlu měly dot-com společnosti celkem 16 reklam, z nichž každá stála 2 miliony dolarů za 30sekundové okno.
Mentalita stylu „růst nad profitem“ a celková nepřemožitelná atmosféra „nové ekonomiky“ vedla k tomu, že některé firmy velmi utrácely za propracovaná obchodně-pracovní zařízení a za luxusní dovolené pro své zaměstnance. Při příležitosti spuštění nějakého nového produktu či webové stránky firmy často pořádaly drahé akce nazývané jako „dot com party“.

### Bublina v telekomunikacích
Poskytovatelé telekomunikačního vybavení přesvědčeni, že budoucí ekonomika bude potřebovat všudypřítomné širokopásmové připojení, se velmi zadlužili, aby vylepšili své sítě pomocí vysokorychlostního vybavení a optických kabelů. V mnoha oblastech, jako např. ve Virginii společnost Dulles Technology Corridor in Virginia, vlády financovaly technologickou infrastrukturu a vytvářely příznivé zákony pro zdanění a podnikání, aby podporovaly firmy v růstu. [25] Firmy zabývající se mobilními telefony v Evropě utrácely nad své možnosti za licence na síť 3G, což jim způsobilo velké zadlužení. Investice do infrastruktury byly nepřiměřené k toku peněz. Velké množství investic vedlo ke zvýšené konkurenci pro zákazníky, což vedlo mnoho provozovatelů telekomunikací ke snížení cen za služby, obzvláště na hyperkonkurenčním evropském trhu. Toto byly hlavní důvody, které vedly ke krizi v telekomunikacích.

## Průběh internetové bubliny (Dot-com bubble)
V dubnu 1996 vydalo Ministerstvo obchodu USA zprávu, podle které se používání Internetu zdvojnásobuje každých 100 dní. Zpráva odhadovala, že v roce 2002 bude mít internetové obchodování objem 300 miliard dolarů ročně.
Typický dot-com se nesnažil generovat zisk, nýbrž získávat trh a zákazníky na dobu, až bude Internet rozšířen jako masmédium. Na růst firmy se použily peníze od investorů s cílem prodat firmu na burze dříve, než dojdou investice. Odhaduje se, že v letech 1998 až 2000 se do internetových projektů investovaly 2 miliardy dolarů ročně. Tržní hodnota akcií Yahoo! byla v únoru 2000 vyšší než tržní hodnota šesti největších vydavatelských domů dohromady. Analytikové tehdy začínali varovat, že akcie jsou silně nadhodnoceny. Investoři souhlasili, že k určitému pádu akcií dojde, ale investovali dál.

## Prasknutí bubliny
Během února a března roku 2001 dramaticky poklesly ceny prakticky všech akcií technologických webových firem. Pouze část společností dokázala přežít až dodnes. Příkladem firmy, která funguje dodnes, je Yahoo.com, jejíž akcie klesly z hodnoty 200 dolarů (prosinec 1999) na hodnotu 12 dolarů (březen 2001). Obecně přežily jen takové firmy, které dokázaly i během investiční horečky generovat alespoň nějaký zisk a dramaticky omezily spotřebu (zejména redukováním stavů zaměstnanců).
Výdaje na technologie okolo roku 2000 kolísaly, protože se firmy připravovaly na tzv. problém roku 2000. Lidé se obávali, že operační systémy budou mít problém se změnou svých interních hodin a kalendářních systémů z roku 1999 na rok 2000 a že by tato událost mohla vyvolat sociální nebo ekonomické problémy. Ve skutečnosti se neudály žádné větší komplikace.
V únoru roku 2000, když už nepanoval strach z problému roku 2000, Alan Greenspan (jež byl tehdy ve vedení Federálního rezervního systému USA – FED) oznámil plán rapidně navýšit míru úrokové sazby. To vyvolalo obavy, které vedly k poklesu na burzovních trzích. Ty následně zase začaly růst, což vyvrcholilo desátého března 2000, kdy index burzovního trhu NASDAQ dosáhl rekordní hodnoty 5048.62.
Bod zlomu nastal, když se třináctého března 2000 roznesly zprávy o další krizi v Japonsku. O dva dny později, patnáctého března, se navíc definitivně rozhodlo o zrušení plánů na spojení dvou tehdy obrovských firem Yahoo! a eBay. To mělo za důsledek pokles trhu NASDAQ o 2,6 % a růst indexu S&P 500, protože investoři začali prodávat akcie technologických firem a začali kupovat stabilnější akcie tradičních společností, které jsou více zastoupené právě v indexu S&P 500.
Dvacátého března 2000 publikoval Barron’s  (časopis zaměřený na investování) článek s názvem "Burning Up; Warning: Internet companies are running out of cash—fast", který předpovídal bankrot mnoha internetových společností, z důvodu nedostatečných zisků a prostředků. Ten stejný den firma MicroStrategy zveřejnila aktualizované přehledy zisků a její cena klesla o 62 %. Následující den FED zvýšil úrokovou sazbu.
Třetího dubna 2000 byla společnost Microsoft usvědčena z monopolizace a tzv. vázání produktů. To vedlo k propadu ceny akcií Microsoftu o 15 % v jednom dni a propadu hodnoty indexu NASDAQ o 8 %. Ten stejný den publikoval časopis Bloomberg článek, ve kterém bylo uvedeno, že je na čase začít zase dávat váhu „číslům“, tedy hlavně poměru ceny akcií a zisku daných firem, který byl často nízký, nebo neexistující. Další týden NASDAQ klesl o dalších 25 %.
Devátého listopadu 2000 zkrachovala firma Pets.com, a to jen devět měsíců po jejím uvedení na trh (IPO). Krach této firmy se považuje za veliký zlom, protože se jednalo a velice slibnou společnost, která byla provázána s firmou Amazon.com. Touhle dobou už hodnota většiny akcií internetových firem klesla o 75 %, což mělo za důsledek snížení hodnoty trhu o 1,755 bilionu dolarů.

### Vývoj v roce 2001
V lednu roku 2001 si oproti čtrnácti firmám v roce 2000 zaplatily pouze 3 internetové společnosti reklamní spot na Americkém Super Bowlu (Super Bowl je nejsledovanější zápas v americkém fotbalu a také nejsledovanější televizní událost ve Spojených státech. Mít reklamní spot na této události je velice prestižní a cena se tehdy pohybovala okolo 2,2 milionu dolarů).
11. září, když se udály teroristické útoky na Světové obchodní centrum v New Yorku, se pokles na burze cenných papíru ještě zrychlil. Následně je ještě více urychlily zprávy o několik skandálech týkajících se nesrovnalostí v účetnictví tří velkých amerických firem (Enron corporation, MCI, Inc. a Adelphia Communications Corporation).
Ke konci klesání trhu v roce 2002 cena akcií klesla o 5 bilionů dolarů od jejich nejvyššího bodu v roce 2000. Hodnota indexu NASDAQ se v tomto období snížila o 78 %.

## Následky
Poté, co venture kapitál (rizikový kapitál) již nebyl k dispozici, úplně se změnila provozní mentalita vedoucích pracovníků. Životnost společností dot-com byla měřena rychlostí, jakou utratila svůj stávající kapitál. Mnoha dot-com společnostem došel kapitál a prošly likvidací. Subsidiární průmyslová odvětví, jako je reklama a doručování, redukovala své činnosti v důsledku poklesu poptávek po službách. Mnoho společností však tuto havárii přečkalo. Do roku 2004 přežilo 48 % dot-com společností.
Populární internetová fóra zaměřená na špičkové akcie, jako je Silicon Investor, RagingBull.com, Yahoo! Finance a Motley Fool výrazně upadla.

## Trh práce
Propouštění programátorů vyústilo v obecné přesycení trhu práce. Zápis na vysokoškolské počítačové obory výrazně klesl. Případy, kdy se nezaměstnaní programátoři vraceli zpět do škol, aby se stali účetními nebo právníky, nebyly neobvyklé.[zdroj?]

## Odkaz
Když se růst v sektoru informačních technologií stabilizoval, společnosti se konsolidovaly; některé, například Amazon.com, eBay a Google, získaly tržní podíl a ovládly své pole působení. Odvětví informačních technologií se více podobalo ostatním odvětvím ekonomiky, i když jejich tempo růstu bylo rychlejší, než u ostatních odvětví.

## Poučení z internetové horečky
Během internetové horečky investoři často investovali do jakékoliv IT společnosti bez detailní analýzy a pouze na základě toho, že se jedná o IT společnost. Tímto boomem se nechaly strhnout dokonce i vládní instituce.
Typická dotcom společnost se však ve skutečnosti ani nesnažila generovat zisk, ale jen získat trh a zákazníky na dobu, než bude internet rozšířený jako masmédium. V horším případě pak firmy dokonce ani neinvestovaly do podnikání, ale do luxusu (dot-com party nebo enormní náklady na reklamu).
Investor by měl mít vždy racionální důvod pro svou investici, který je podpořený detailní analýzou, což se v tomto případě nestávalo. Neměl by se nechat strhnou davem k naprosto iracionální investici. Ač měli investoři již na začátku roku 2000 informace o nadhodnocení většiny akcií IT firem, přesto do nich až do samého konce investovali.
Podobné případy lze najít v investování do kryptoměn nebo elektromobilů.